# カティプナン駅
カティプナン駅（カティプナンえき、英語: Katipunan station）は、フィリピン・マニラ首都圏のケソン市ロヨラハイツにあるマニラLRT2号線の駅である。駅名は近くを通るカティプナン通りに由来しており、その通り名は革命組織カティプナンに由来している。

## 歴史
- 2003年4月5日 - 開業。
- 2019年10月3日 - アノナス駅間の整流変電所が火災に遭い、閉鎖[1]。
- 2021年1月22日 - 整流器の修理が完了し、再開[2]。

## 駅構造
相対式ホーム2面2線を有する、LRT2号線では唯一の地下駅である。

## 駅周辺
- フィリピン経営大学院（英語版）
- アテネオ・デ・マニラ大学
- ミリアム大学（英語版）
- フィリピン大学ディリマン校